# Gōtoku-ji
Le Gōtoku-ji (豪徳寺) est un temple bouddhiste situé dans l'arrondissement de Setagaya à Tokyo au Japon. Son sangō est Daikeizan (大谿山) et son ingō Tōshun'in (洞春院). Il occupe la partie nord du parc de l'ancien château de Setagaya (ja), au nord de la Setagaya-dōri. Son honzon, ou objet de vénération principal, est une représentation du Bouddha historique (Shaka-nyorai), mais le Gōtoku-ji est surtout connu pour ses nombreuses statuettes de maneki-neko, des chats porte-bonheur.

## Histoire

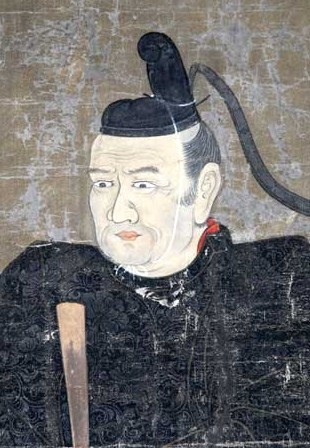
Ii Naotaka (1590-1659).

Le temple est fondé en 1480, durant l'ère Bunmei, par Kira Masatada, seigneur de Setagaya et membre du clan Kira, pour sa tante Kōtokuin, fille de Kira Yoritaka, dans l'enceinte du château de Setagaya (ja). Le petit ermitage est nommé Kōtoku-ji en l'honneur de celle-ci et affilié à ses débuts à l'école Rinzai, l'une des trois branches du bouddhisme zen au Japon. En 1584, le temple est refondé et adhère à une autre branche, l'école Sōtō, sous l'impulsion du moine Mon'an Sōkan.
En 1633, à l'époque d'Edo, le daimyo Ii Naotaka, seigneur de Hikone et propriétaire du territoire de Setagaya, devient l'ōdanna, ou principal bienfaiteur du temple, et entreprend sa rénovation ainsi que la construction de deux nouveaux bâtiments,. En 1638, il le choisit comme bodaisho, ou temple familial, du clan Ii à Edo. En conséquence, le daimyo est honoré du titre de restaurateur du temple (chūkō kaiki). À sa mort, en 1659, le Kōtoku-ji est renommé Gōtoku-ji d'après son nom bouddhique,,. 
Selon la légende, Naotaka rentrait chez lui après une partie de fauconnerie lorsqu'un chat a semblé lui faire signe d'entrer dans le temple. Quand, quelques minutes après, un orage a éclaté, le daimyo, en pleine conversation avec un moine, se trouvait à l'abri. L'événement aurait motivé les gestes du daimyo envers le temple et, après sa mort, un petit sanctuaire dédié au maneki-neko, le « chat qui invite », est installé à proximité, que des fidèles décorent bientôt avec des statuettes de chats. Durant l'ère Meiji, celles-ci gagnent en popularité et commencent à être vendues par des marchands autour du temple, puis au-delà.

## Popularité
La figure du maneki-neko, symbole de bonne fortune, est depuis devenue très populaire au Japon et à l'étranger. Le Gōtoku-ji a ouvert une boutique qui propose le sceau, ou goshuin, du temple, des carnets pour goshuin, des omamori, des ema et, surtout, des statuettes de maneki-neko en céramique de différentes tailles. Les visiteurs sont nombreux à les acheter puis les déposer, accompagnées d'une prière, dans l'enceinte du temple. Comme il s'agit d'objets de culte qui ne peuvent être simplement jetés, ces statuettes se sont accumulées à mesure que le temple gagnait en notoriété, notamment autour de la statue de Kannon, divinité bouddhiste de la miséricorde. En 2018, elles seraient près de dix mille.
Le temple et ses statuettes blanches sont particulièrement prisés des utilisateurs d'Instagram pour leur caractère photogénique. En 2023, dans les mois qui suivent la levée des restrictions liées à la pandémie de Covid-19, un nombre record de touristes se rend au Japon et les statuettes de chats du Gōtoku-ji se retrouvent à plusieurs reprises en rupture de stock. La manufacture de Seto, ville connue pour ses céramiques, qui fournit le temple, ne parvient pas à suivre la demande.

## Bâtiments
Le Gōtoku-ji se compose de plusieurs bâtiments : le bâtiment principal (仏殿, butsu-den), ou « palais de Bouddha », construit en 1677 ; la salle du dharma (法堂, hō-dō), datant de 1967 ; le palais de la bonne fortune (招福殿, shōkufu-den), dédié au maneki-neko et au bodhisattva Kannon, daté de 1933 ; la salle du fondateur (開祖堂, kaiso-dō), inaugurée en 1999 ; une chapelle dédiée au bodhisattva Jizō (地蔵堂, Jizō-dō), datant de 2020 ; une pagode à trois étages (三重塔, sanjū-no-tō), décorée des douze animaux du zodiaque et de chats sculptés, inaugurée en 2006 ; ainsi qu'un ossuaire, une salle de réception et deux salons de thé,.
Le temple possède également la plus vieille cloche bouddhique de l'arrondissement de Setagaya, œuvre du maître fondeur Masatsugu Fujiwara (ja), et deux portes (門, mon) : la sanmon (山門), à l'entrée principale au sud, et l'akamon (赤門, « porte rouge »), don du clan Ii, à l'intérieur de l'enceinte.

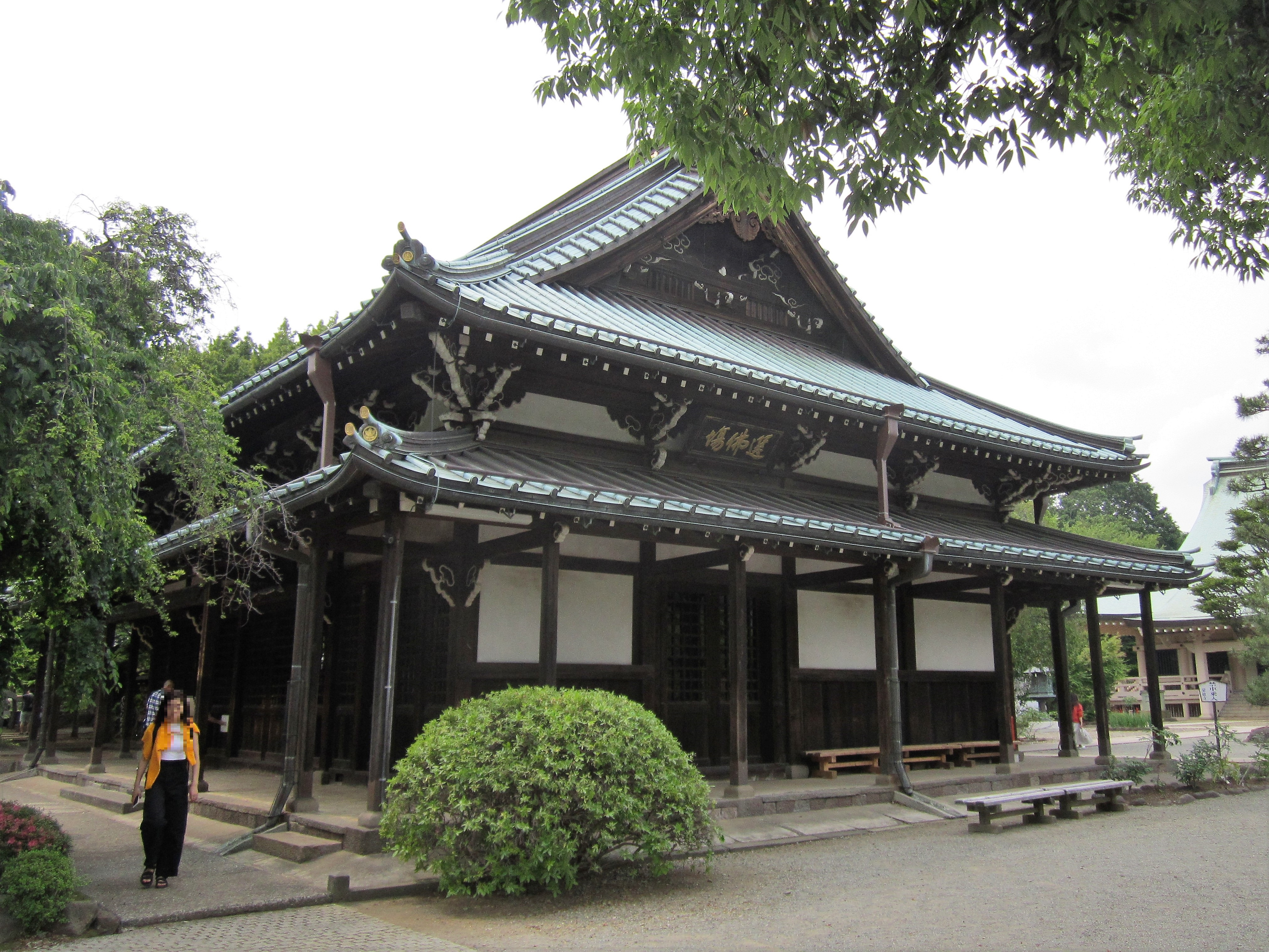
Bâtiment principal
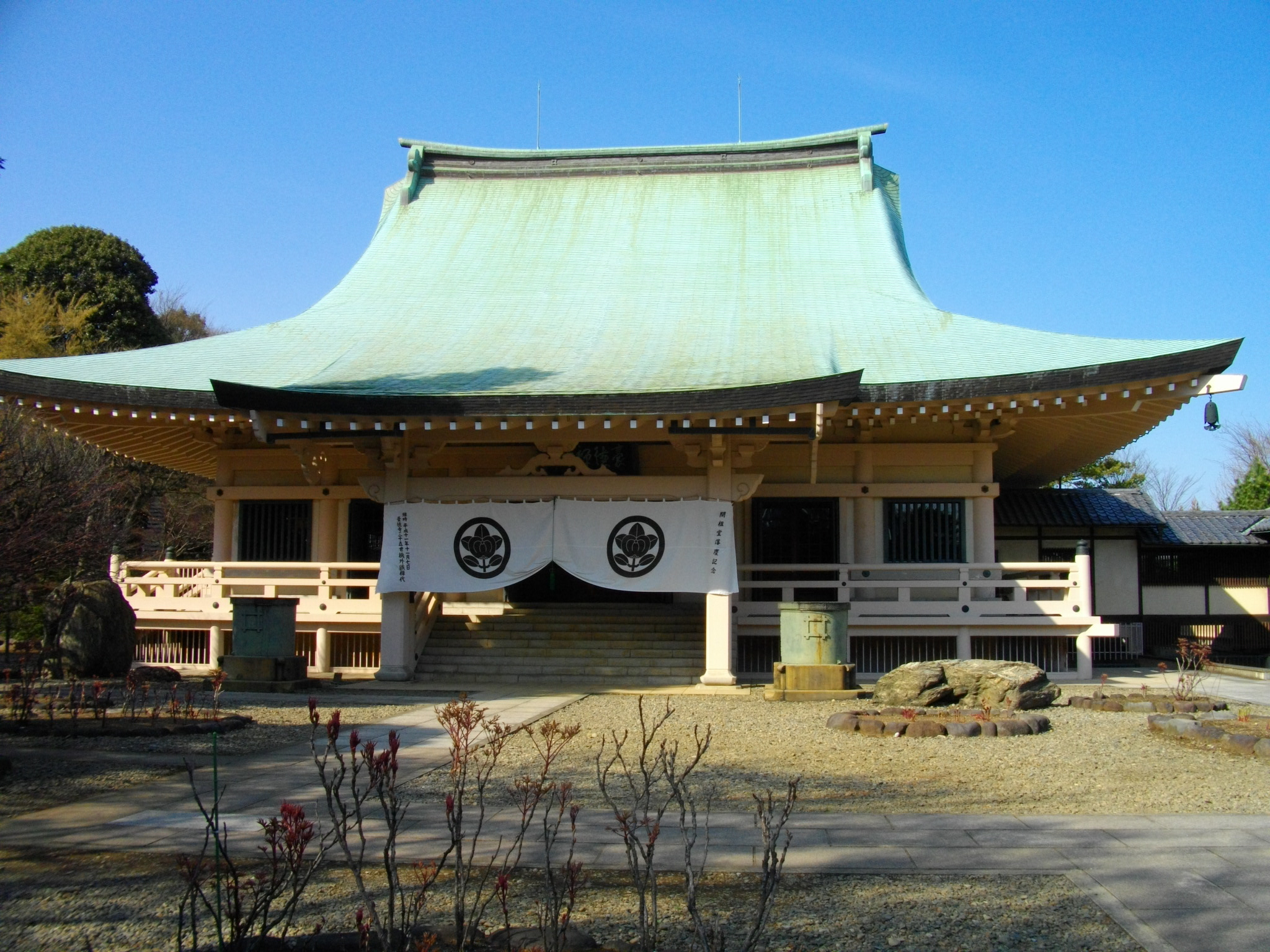
Salle du dharma
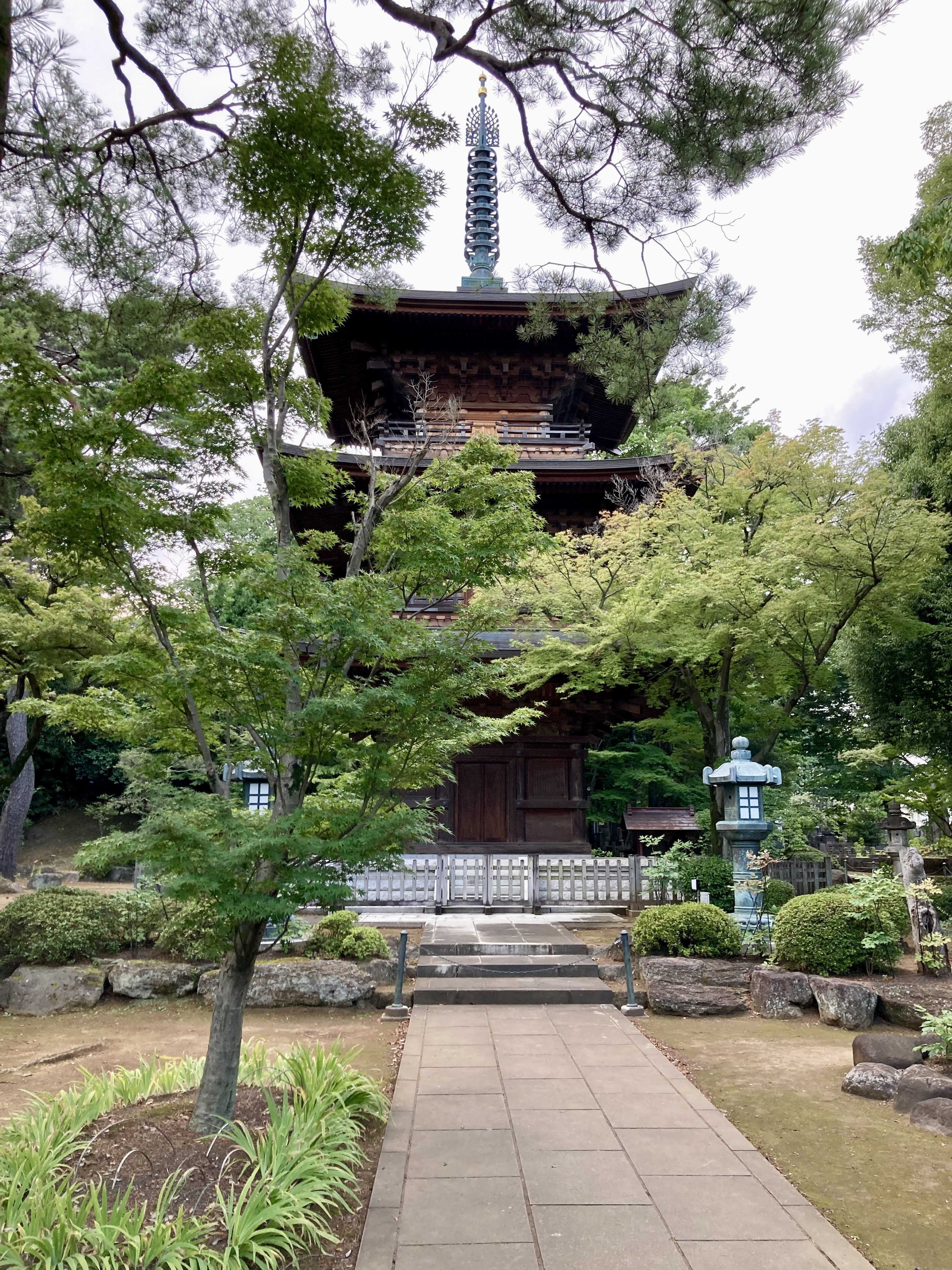
Pagode
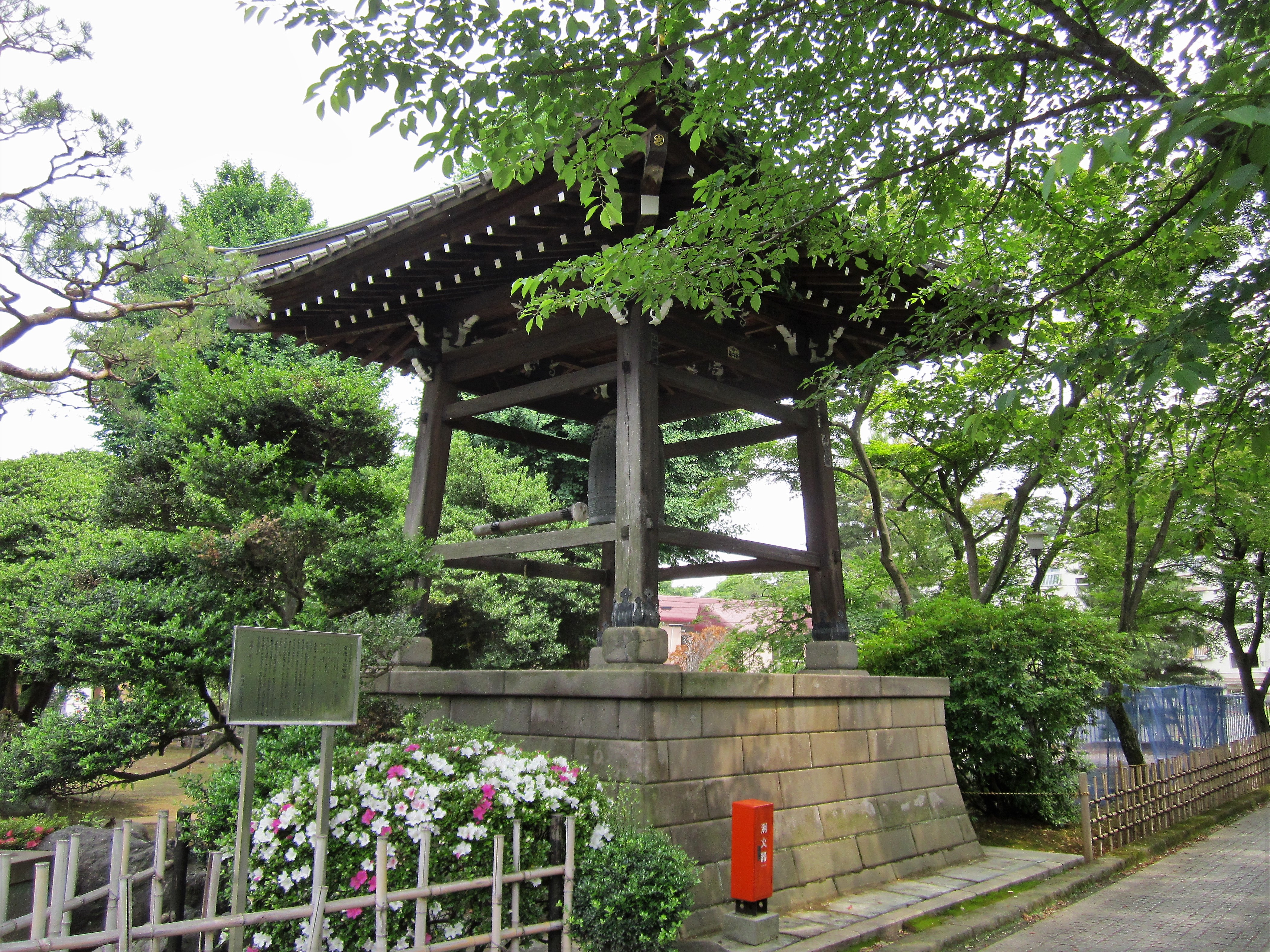
Cloche
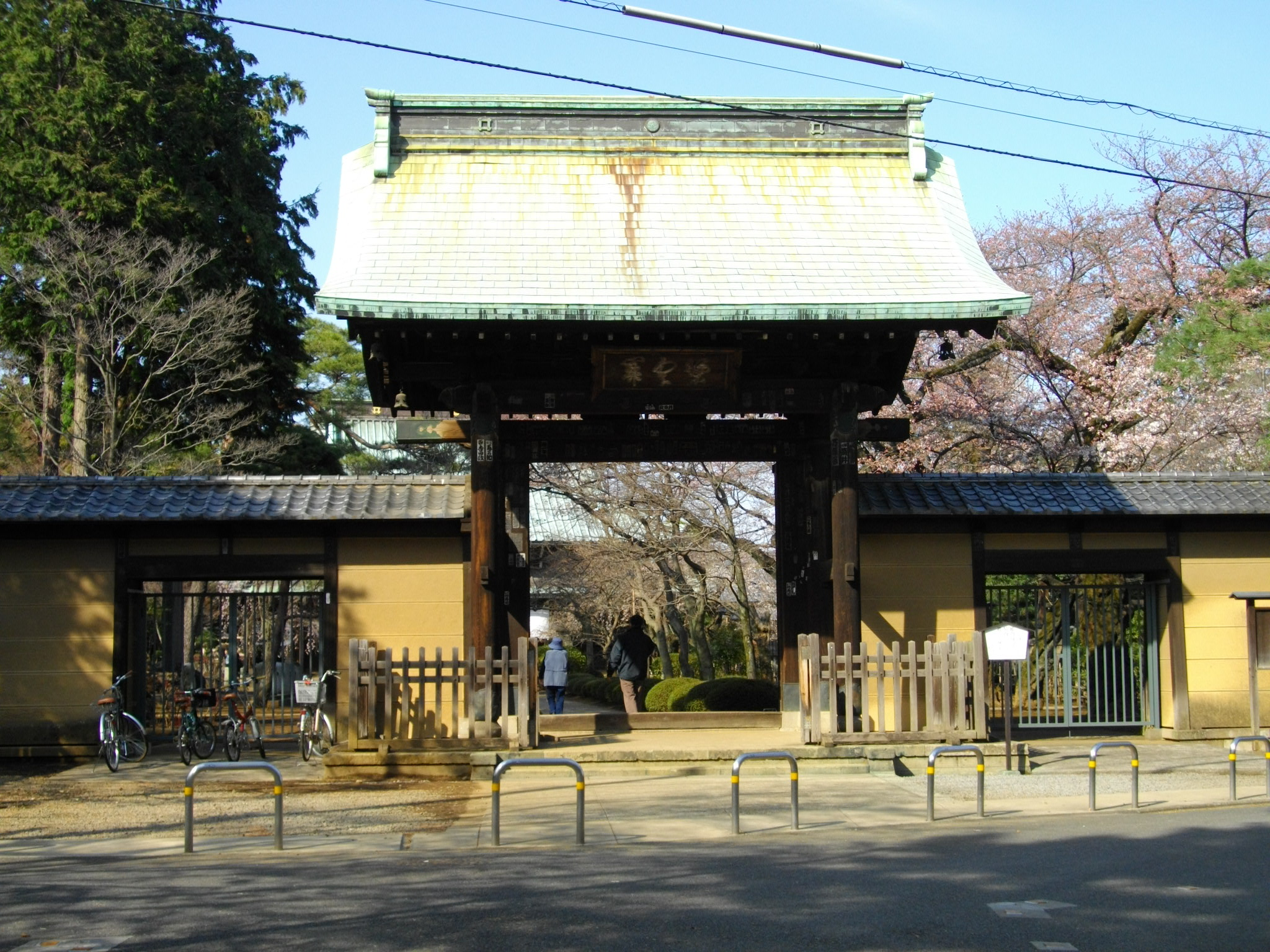
Entrée principale

## Cimetière
Le cimetière du Gōtoku-ji abrite les tombes de plusieurs personnalités comme le daimyo Ii Naotaka ; son lointain successeur Ii Naosuke, 15e daimyo de Hikone, assassiné lors de l'incident de Sakuradamon en 1860 ; l'homme d'État Ōkuma Shigenobu ; le karatéka Masutatsu Ōyama, fondateur de l'école Kyokushin ; ou encore des concubines de l'empereur. La partie du cimetière réservée au clan Ii a été désignée site historique national par l'Agence pour les Affaires culturelles en 2008,.

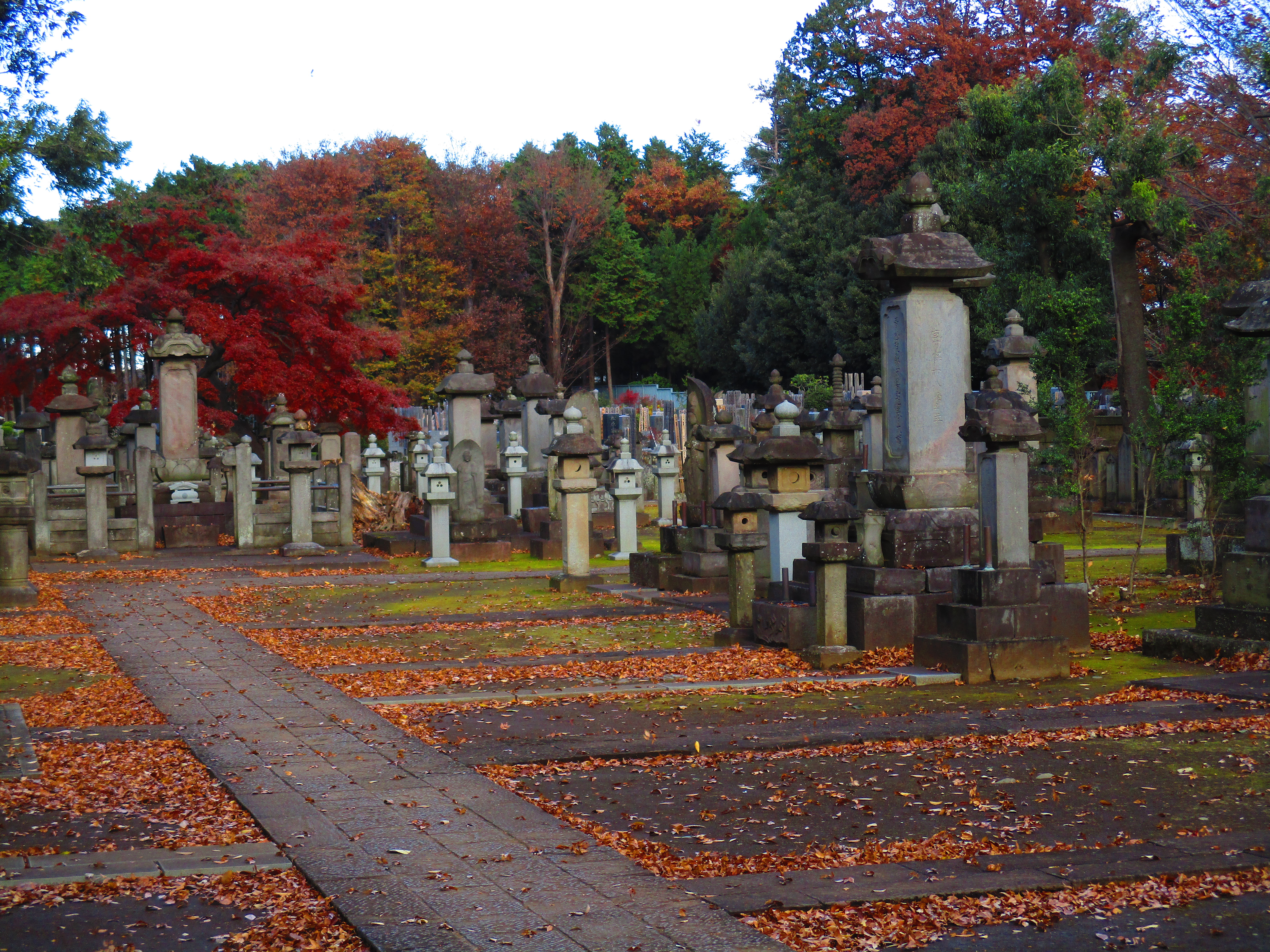
Cimetière
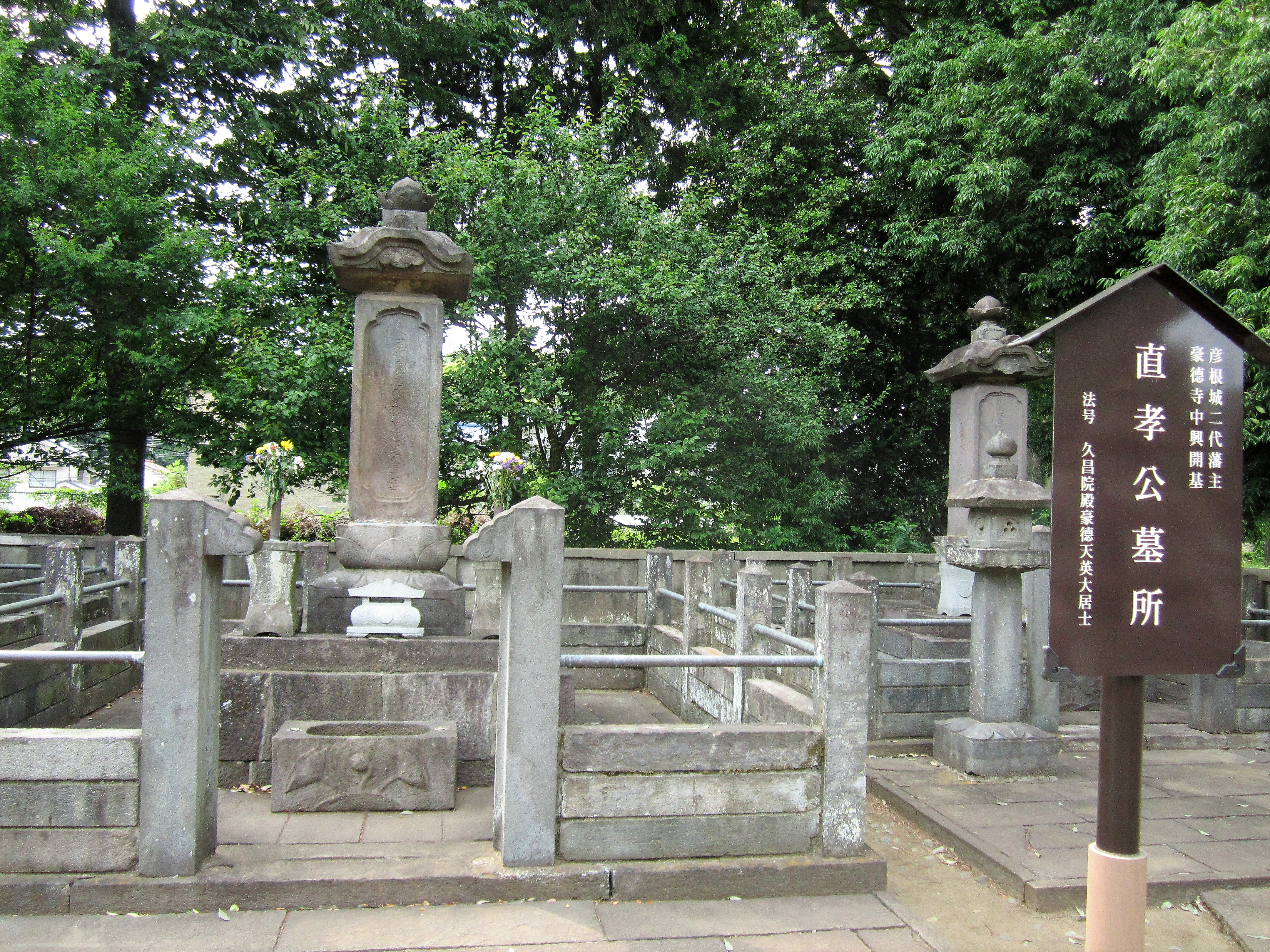
Tombe d'Ii Naotaka
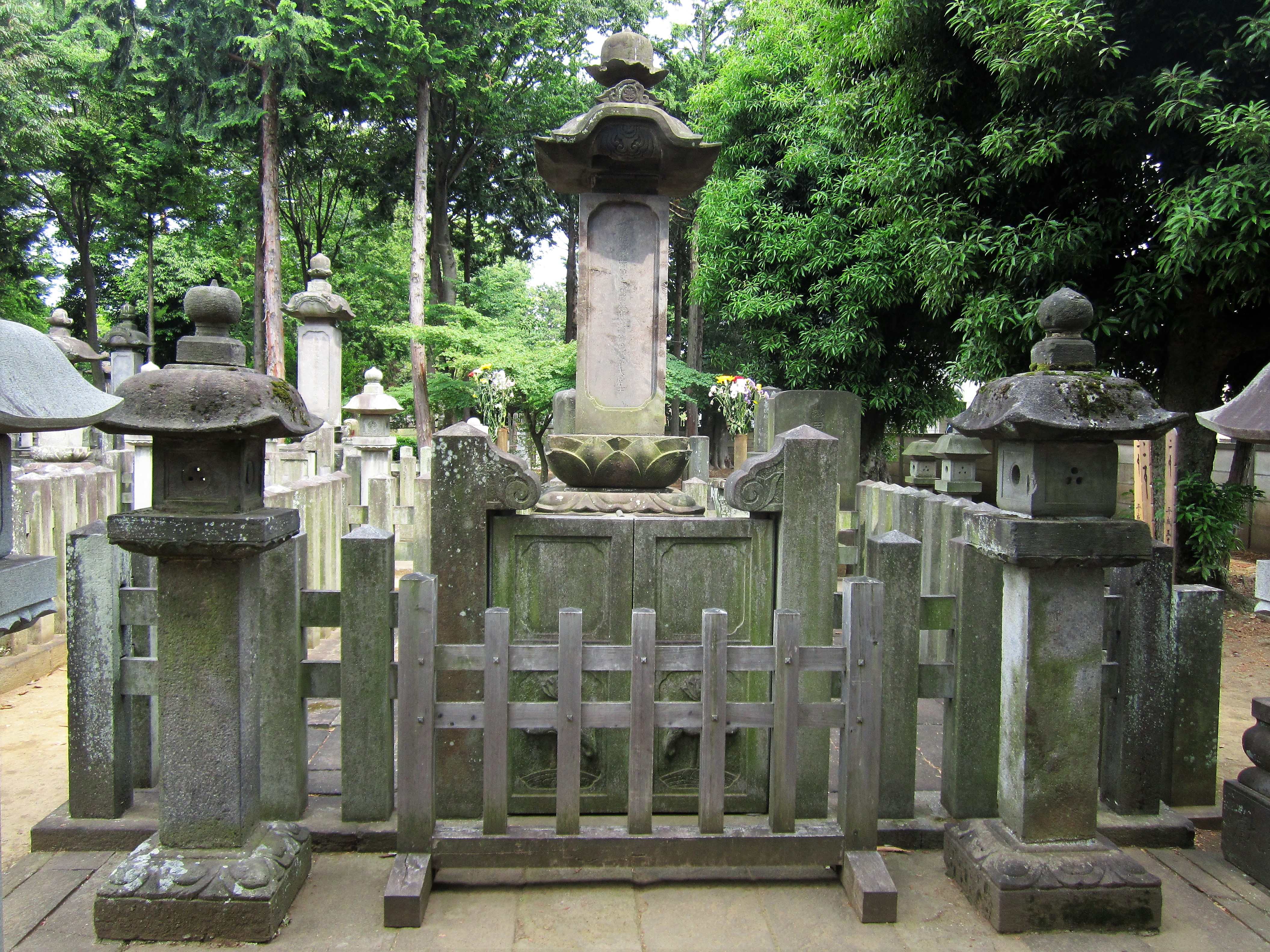
Tombe d'Ii Naosuke